# (35107) 1991 VH
(35107) 1991 VH est un astéroïde Apollon découvert le 9 novembre 1991 par l'astronome australien Robert H. McNaught à l'observatoire de Siding Spring. Il est classé comme potentiellement dangereux.

## Caractéristiques
Sa distance minimale d'intersection de l'orbite terrestre est de 0,025 700 ua
Il possède une lune astéroïdale, nommée S/2001 (35107) 1.